# Хорошавка (Москва)
Хорошавка (Хорошовка) — исторический район Москвы, бывшая деревня и мыза в центре поселения Сосенского Новомосковского административного округа. Сейчас на месте деревни располагается пустырь вблизи ЖК Дубровка, а на месте мызы — ДРСУ-1.

## История
Дмитрий Шеппинг предполагал, что Хорошовка возникла в конце XVIII века, однако деревня и мыза не отмечены на карте 1812 года. Хорошовка возникла, вероятно, как выселок Ларёва, так как входила с ним в одно имение.
Вблизи деревни Хорошовки располагалась дача Поленовых, которая, как пишет Шеппинг, располагалась на речке Ордынке в берёзовой роще. На картах XIX века вблизи деревни Хорошовка обозначена мыза Хорошавка или Горошавка. А. В. Поленов купил Хорошавку у Николая Павловича Голохвастова.
Встречаются ошибочные сведения, будто Хорошовка располагалась на месте «расстрельного полигона «Коммунарка». В действительности это не так: полигон организован в месте с названием «Хутор Лоза», к северу от Хорошавки. Пустошь Лукино, располагавшаяся на месте расстрельного полигона, принадлежала владельцам Ларёва.
Согласно Шеппингу, в конце XIX века пустошь Лукино была известна под названием Холма, а также ранее носила название Федотово селище.
В 1926 году была в составе Сосенского сельсовета.
Судя по данным карт, Хорошавка исчезает в середине XX века.
В 2012 году территория бывшей деревни входит в состав Москвы как часть Новой Москвы.